# Belsőépítészet

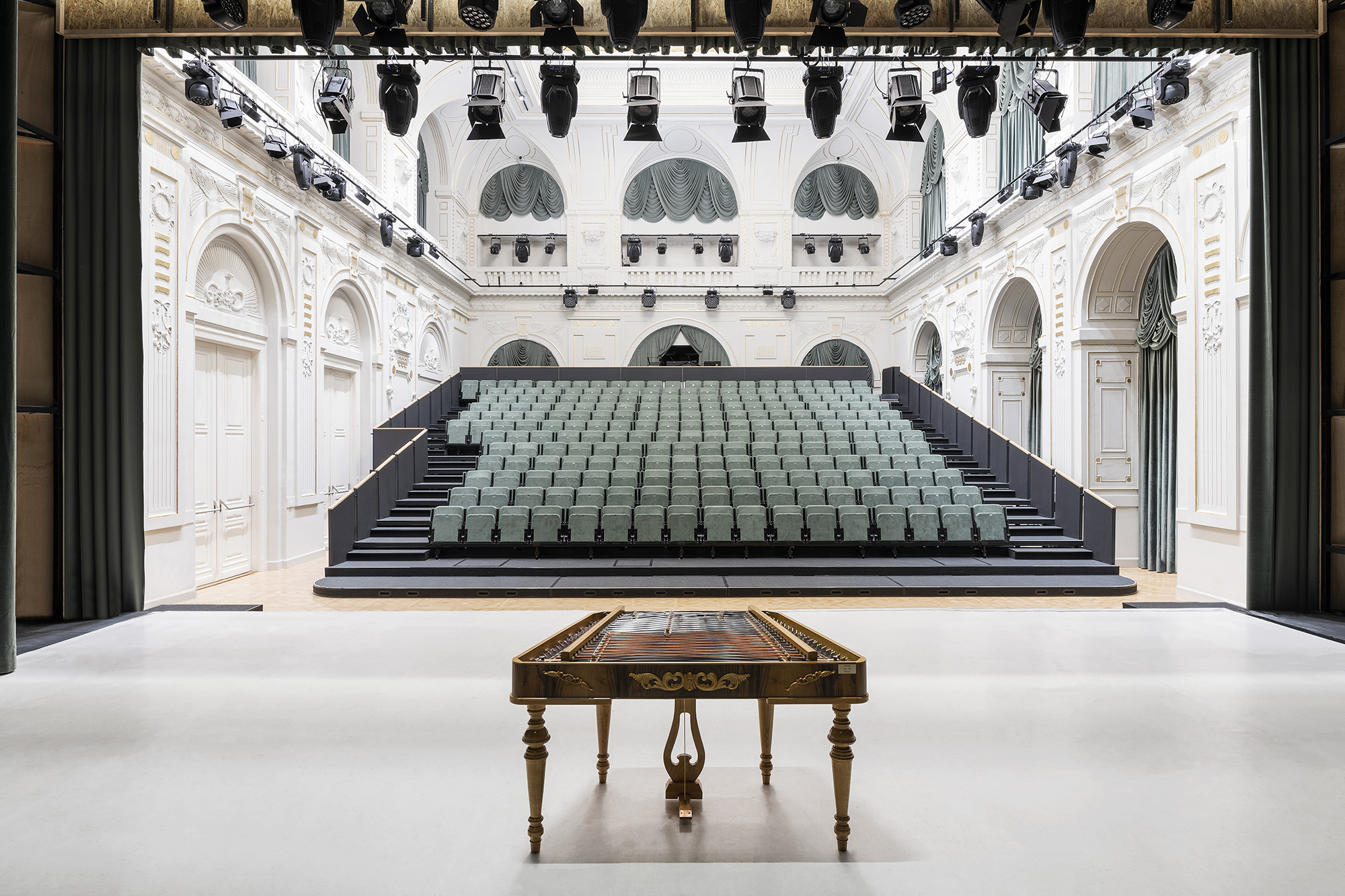
Hagyományok Háza (Belsőépítészet: Kroki Studio 2019) Fotó: Jaksa Bálint

A belsőépítészet az iparművészet-tervezőművészet sokféle műfaját érintő alkotóterület, és napjainkban az egyik legdinamikusabban fejlődő és legnépszerűbb építészeti terület. "A belsőépítészet az egyetemes építészet szerves része, annak nélkülözhetetlen eleme." Történetét és módszertanát illetően az iparművészet szakmaterületei közé soroljuk. Megvalósulási formái szorosan összefüggenek az adott társadalom szocio-kulturális jellemzőivel és gazdasági erőforrásaival. A belsőépítészeti munka során az épületek, például éttermek, lakóépületek, iskolák, irodák, uszodák, színházak, szállodák stb. enteriőrjeit tervezik meg.
A sokoldalú belső-építőművészeti tevékenység gyakran az enteriőr minden részletére kiterjed. Szolgálatába állíthatja díszítőelemként a szobrászatot, fa-, fém-, textil-, kerámia-, üveg- és műanyagelemeket, a festészetet. Az enteriőr stílusa, igényessége vagy éppen egyszerűsége korok, népek, tájak, társadalmi rétegek civilizációs szintjét tükrözi.
A belsőépítészek hivatalos nyilvántartása a Magyar Építész Kamara (MÉK) névjegyzékében szerepel. Belsőépítész Tagozat tagjai. Hazánkban, mint ahogy Európában és a világ számos részén is, a belsőépítészek törvényileg meghatározott formában, szakmai testület által ellenőrzötten kaphatnak tervezői jogosultságot, és végezhetik munkájukat.  A belsőépítészek öt éves akkreditált egyetemi képzésben tanulják a szakmai ismereteket, és diplomamunkájuk megvédésével igazolják tervezői képességeiket. Hivatalos formában, önálló tervezői jogosultságot, két év szakmai gyakorlatot követően kérvényezhetik a Magyar Építész Kamara Belsőépítészeti Tagozatának Minősítő Bizottságától. A belsőépítészeti portfóliójuk minősítése és elfogadása után kötelezően jogosultsági vizsgát kell tenniük a szakmagyakorláshoz szükséges jogi ismeretekből és építészeti, belsőépítészeti ismeretekből.
A szakmai szervezetek (Magyar Építész Kamara, Magyar Művészeti Akadémia, Magyar Belsőépítészek Egyesülete) folyamatosan hangsúlyozzák a szakmai átláthatóság fontosságát, a törvényes belsőépítészeti jogosultsággal rendelkező belsőépítészek névsorának közzétételét. https://eugyintezes.mekon.hu/index.php?u=nevjegyzek

## Belsőépítészeket képviselő szakmai szervezetek
Magyar Építész Kamara - MÉK - BelsőépítészTagozat
Magyar Belsőépítész Egyesület - MABE (alakult 2004-ben) A Magyar Belsőépítész Egyesület (a továbbiakban MABE) 2004-ben alakult, azzal a céllal, hogy erősítse, összefogja a magyar belsőépítészek sokfelé ágazó közösségét - ismeretfejlesztéssel, információval, különböző rendezvényekkel. Céljául tűzte ki, hogy a ülönféle hivatalos intézmények mellett (MÉK, MAOE, MKISZ) személyesebb fórumot teremtsen a szakma, a kivitelezők, forgalmazók, gyártók között.
Magyar Alkotóművészek Országos Egyesülete - MAOE - Iparművészeti tagozat
Magyar Képzőművészek és Iparművészek Szövetsége - MKISZ - Belsőépítész Szakosztály

## Magyarországi belsőépítész képzés
Magyarországon a közelmúltig két művészeti felsőoktatási intézményben képeztek belsőépítészeket: 1946-tól a Magyar Iparművészeti Főiskola (MIF), melynek jogutódja a mai Moholy-Nagy Művészeti Egyetem (MOME,2006), és 1994-től a Nyugat-Magyarországi Egyetem - Alkalmazott Művészeti Intézete (AMI). Eredendően e két felsőoktatási intézmény - a MIF/MOME és az AMI - nyújtott egyetemi szintű belsőépítész oktatást, és adott művészeti diplomát (ld. építész-tervezőművész). A hazai belsőépítészet szakmatörténetében mindkét művészeti képzés kiemelkedő értéket képvisel, és stabil viszonyítási pontnak tekinthető az azóta alakult/alakuló belsőépítészeti képzőhelyek számára.
További belsőépítészeti felsőoktatási képzőhelyek: Pécsi Tudományegyetem, Budapesti Metropolitan Egyetemen (korábban: BKF) továbbá a Széchenyi István Egyetem (Építész Műteremház) nyújt belsőépítészet specializációjú építész képzést magyar és angol nyelven.